# Nessler (warenhuis)
Nessler is een warenhuisketen in Noord-Duitsland met vijf filialen (stand 2021).
In 1930 opende Heinrich Nessler een kousen- en ondergoedwinkel op 16 m² in Ahrensburg aan de Hamburger Strasse 6, die in 1935 met een extra verdieping werd uitgebreid. Het stamhuis in Ahrensburg heeft een oppervlakte van 12.500 m². Delen van de warenhuizen worden ingenomen door onderhuurders als Douglas, Budnikowsky en Thalia.
In de negentiger jaren van de vorige eeuw begon de expansie en in 2008 telde de keten zeven filialen.
In 1991 werd een filiaal geopend In Wittenberge. In 1993 werd het Karstadt-filiaal in Ludwigslust overgenomen. In 1994 werden filialen geopend in Templin, Malchin en Neustrelitz. In juni 1999 werd het 5.000 m² grootte filiaal van Hackmack in Geesthacht overgenomen en in september 1999 opende Nessler een filiaal in Hagenow
De filialen in Malchin en Neustrelitz werden al snel gesloten en in 2012 werd het warenhuis in Wittenberge gesloten. Het filiaal in Hagenow sloot in 2019 zijn deuren.
Het bedrijf is nog altijd in handen van de familie. Tot zijn dood in 1964 werd het bedrijf geleid door Heinrich Nessler. Hij werd opgevolgd door zijn schoonzoon Horst Timm, die het stokje overgaf aan Matthias Timm.